# Platyrhynque à moustaches
Platyrinchus mystaceus
Espèce
Statut de conservation UICN

 LC  : Préoccupation mineure
Le Platyrhynque à moustaches (Platyrinchus mystaceus), aussi appelé Bec-plat à moustaches, est une espèce de passereau de la famille des Tyrannidae,.

## Systématique et distribution
Cet oiseau est représenté par quatorze sous-espèces selon la classification de référence du Congrès ornithologique international (version 9.1, 2019) :
- Platyrinchus mystaceus neglectus (Todd, 1919) : de l'est du Costa Rica à l'est de la Colombie et à l'extrême nord-ouest du Venezuela ;
- Platyrinchus mystaceus perijanus Phelps & Phelps Jr, 1954 : régions subtropicales de la serranía de Perijá (Colombie et frontière du Venezuela) ;
- Platyrinchus mystaceus insularis Allen, JA, 1889 : nord du Venezuela, Trinidad et Tobago et en Guyane ;
- Platyrinchus mystaceus imatacae Zimmer, JT & Phelps, 1945 : sud du Venezuela (sierra de Imataca dans l'État de Bolívar) ;
- Platyrinchus mystaceus ventralis Phelps & Phelps Jr, 1955 : sud du Venezuela (Pico da Neblina) est régions limitrophes du Brésil ;
- Platyrinchus mystaceus duidae Zimmer, JT, 1939 : tepuys du sud-est du Venezuela et des régions limitrophes du nord du Brésil ;
- Platyrinchus mystaceus ptaritepui Zimmer, JT & Phelps, 1946 : tepuys du sud-est du Venezuela (sud-est de l'État de Bolívar) ;
- Platyrinchus mystaceus albogularis Sclater, PL, 1860 : de la Colombie (Andes orientales et vallée du río Cauca) à l'ouest de l'Équateur ;
- Platyrinchus mystaceus zamorae (Chapman, 1924) : Andes de l'est de l'Équateur et nord du Pérou (vers le sud jusqu'au département de Junín) ;
- Platyrinchus mystaceus partridgei Short, 1969 : Yunga de Bolivie (départements de Cochabamba et de Santa Cruz) ;
- Platyrinchus mystaceus mystaceus Vieillot, 1818 : du sud-est du Brésil à l'est du Paraguay et au nord-est de l'Argentine ;
- Platyrinchus mystaceus bifasciatus Allen, JA, 1889 : sud du Brésil (du centre du Mato Grosso au centre de l'État de Goiás) ;
- Platyrinchus mystaceus cancromus Temminck, 1820 : est du Brésil (de l'État du Maranhão à celui de Ceará, au nord de celui de Bahia et à l'est de celui du Paraná) ;
- Platyrinchus mystaceus niveigularis Pinto, 1954 : côtes du nord-est du Brésil (de l'État de la Paraíba à celui d'Alagoas)[1],[2],[4].